# منطقه پرواز ممنوع (فیلم)
منطقه پرواز ممنوع  یک فیلم در ژانر کودک و نوجوان ایرانی به نویسندگی و کارگردانی امیر داسارگر و تهیه‌کنندگی حامد با مروت‌نژاد است. عنوان پرفروش‌ترین فیلم سینمای کودک و نوجوان در سال ۱۳۹۸ به فیلم «منطقه پرواز ممنوع» می‌رسد. این اثر که به عنوان پیشکش سینمای ایران به نوجوانان ایرانی شناخته می‌شود، از ۲۶ ام فروردین ۱۳۹۹ به صورت VOD و همچنین به صورت نمایش خانگی منتشر گردید.

## داستان فیلم
منطقه پرواز ممنوع روایتگر داستان سه نوجوان است که در حین آماده‌شدن برای مسابقه ساخت پهپاد، با پیداشدن یک یوزپلنگ در حوالی محل زندگیشان، وارد مسائل و درگیری‌های مختلف و مهیجی می‌شوند. با این حال موضوعاتی همچون مدافعان حرم، فعالیت‌های علمی دانش‌آموزان، دستاوردهای علمی، فناوری و نظامی کشور و سایر موضوعات راهبردی نیز در بستر یک داستان  برای مخاطبان به تصویر کشیده می‌شود.

## بازیگران
| بازیگر             | نقش       |
| ------------------ | --------- |
| هادی حجازی‌فر       | آقا مصطفی |
| متین پاکزاد        | محمدمهدی  |
| متین کرمانی        | روح‌الله   |
| علیرضا اکبری       | نصیر      |
| بهار نوحیان        | مادر      |
| زین‌العابدین تقی‌پور | آقا حامد  |
| پوریا سلطان‌زاده    | آقا سامان |
| علی زکریایی        | آقای خانی |
| محمد فیلی          | پدربزرگ   |

## جوایز و افتخارات
به گفته سازندگان «منطقه پرواز ممنوع» می‌توان این فیلم را از معدود آثار سینمایی برای مخاطبان نوجوان دانست. این فیلم پرفروش‌ترین اثر نوجوان سینمای ایران است که در ایام اکران توانست نظر بسیاری از مردم و نخبگان را به خود جلب کند. فیلم سینمایی منطقه پرواز ممنوع تندیس پر مخاطب‌ترین فیلم جشنواره کودک و نوجوان اصفهان و همچنین علیرضا اکبری برای بازی در این فیلم پروانه زرین بهترین بازیگری را از آن خود کرد.

## جستارهای مرتبط
- کاووس سیدامامی